# بني زياد (رداع)

تعديل مصدري - تعديل

بني زياد هي إحدى قرى عزلة رداع بمديرية رداع التابعة لمحافظة البيضاء، بلغ تعداد سكانها 1750 نسمة حسب تعداد اليمن لعام 2004.